# Wilaya déléguée
La wilaya déléguée en Algérie est une circonscription administrative qui existe depuis le 27 mai 2015 par la voie du décret n°15-140. En 2019, les 10 wilayas déléguées initiales deviennent des wilayas à part entière, et 44 nouvelles wilayas déléguées sont créées.
La wilaya déléguée est une subdivision administrative dirigée par un wali délégué.

## Histoire
La création des wilayas déléguées algériennes en 2015 est venue renforcer le découpage administratif de l'immense territoire algérien large de 2 381 741 km2.
La wilaya déléguée est une petite circonscription administrative de taille moyenne placée sous l’autorité d'un wali délégué ; lui-même chapeauté par l'autorité d'un wali.

## Statut
En 2015, l'Algérie comporte dix collectivités territoriales appelées wilayas déléguées. Le 26 novembre 2019, le gouvernement annonce que celles-ci sont transformées en wilayas à part entière et 44 nouvelles wilayas déléguées sont créées.
La wilaya déléguée, prévue par l'article 1er du décret présidentiel no 15-140 du 27 mai 2015, est dotée de la personnalité morale et de l'autonomie financière. Elle constitue aussi une circonscription administrative de l'État algérien. 
Elle est placée sous l'autorité d'un wali délégué (préfet), qui rassemble les pouvoirs de représentant de l'État dans la wilaya déléguée.
Le numéro porté par chaque wilaya déléguée se retrouve sur les plaques minéralogiques ainsi que dans les deux premiers chiffres des codes postaux.
Les subdivisions des wilayas déléguées sont nommées daïras. Les collectivités territoriales de base de l'état étant les communes.

## Wali délégué

### Missions
Sous l'autorité du wali de la wilaya, le wali délégué est chargé de plusieurs missions :
1. Il anime, coordonne et contrôle les activités des communes de la circonscription administrative ainsi que les services de l'État algérien qui y sont implantés.
2. Il initie, suit et conduit les actions de mise à niveau des services et établissements publics au niveau de la wilaya déléguée.
3. Il veille à l'exécution des lois et règlements en vigueur, des décisions du Gouvernement et du conseil de la wilaya ainsi que les délibérations de l'assemblée populaire de wilaya, au niveau de la wilaya déléguée.
4. Il veille avec le concours et en coordination avec les services de sécurité implantés dans la wilaya déléguée au maintien de l'ordre et de la sécurité publics.
5. Il propose au wali de la wilaya toute mesure qu'il juge nécessaire d'engager en vue de préserver l'ordre public et la sécurité des personnes et des biens et en assure l'exécution et le suivi.
6. Il prépare, met en œuvre, exécute et suit les programmes d'équipement et d'investissement publics.
7. Il veille au bon fonctionnement des services et établissements publics, anime et contrôle leurs activités, conformément à la législation et à la réglementation en vigueur.
8. Il veille au respect des prescriptions réglementaires relatives à la construction, l'aménagement et l'urbanisme.
9. Il veille à la mise en œuvre des mesures relatives à la préservation et la protection de l'environnement.
10. Il coordonne les missions relevant de l'action sociale et de la santé publique.
11. Il promeut les activités culturelles, sportives et de jeunesse.
12. Il veille à l'application des lois et règlements régissant les activités commerciales.
13. Il initie toute mesure incitative pour la promotion de l'emploi et l'insertion professionnelle et sociale.
14. Il initie toute action favorisant le développement économique.
15. Il promeut les activités agricoles et encourage toute initiative favorisant l'investissement.

### Administration
Il est mis à la disposition du wali délégué une administration composée :
1. d'un secrétariat général, dirigé par un secrétaire général.
2. d'un cabinet, dirigé par un chef de cabinet.
3. d'une direction déléguée de la réglementation, des affaires générales et de l'administration locale, dirigée par un directeur délégué.
4. de services déconcentrés de l'État sont organisés en directions déléguées au niveau de la wilaya déléguée.
5. d'un organe exécutif dénommé le conseil de la circonscription administrative, composé des directeurs délégués relevant de la circonscription administrative.

## Directeurs délégués
Chaque directeur délégué exerce les missions dévolues au directeur de wilaya au niveau de la wilaya déléguée. 
Les services déconcentrés de l'État, organisés en directions déléguées de la circonscription administrative sont fixés comme suit :
1. Direction déléguée à l'énergie.
2. Direction déléguée à la promotion de l'investissement.
3. Direction déléguée aux services agricoles.
4. Direction déléguée au commerce.
5. Direction déléguée aux ressources en eau et à l'environnement.
6. Direction déléguée aux travaux publics.
7. Direction déléguée à l'habitat, à l'urbanisme et aux équipements publics.
8. Direction déléguée à l'emploi.
9. Direction déléguée à l'action sociale.
10. Direction déléguée à la jeunesse et aux sports.
11. Direction déléguée au tourisme, à l'artisanat et à la formation professionnelle.

D'autres directions déléguées peuvent être créées, en tant que de besoin, sur proposition des ministres concernés et après avis du wali de la wilaya.